# Dejan Hohler
Dejan Hohler, slovenski košarkar, * 25. april 1986, Celje
Dejan Hohler je igralec košarke, ki je visok 188 cm in igra na položaju branilca.
Nastopal je 4 sezone za zreško moštvo Rogla v slovenski ligi in zadnjo sezono v 25 tekmah dosegel povprečno 10,2 točki in 2 asistence. Ob igranju v prvi slovenski ligi je v karieri izkusil igranje v Hrvaški, Grčiji in Švici. V sezoni 2006/07 je igral za najuspešnejši slovenski klub - Olimpijo - kjer je imel manjšo vlogo v ekipi. Nastopil je v Evroligi in Jadranski ligi.

### Mladinska reprezentanca
Dejan je bil član slovenskih reprezentanc do 18 in 20 let.